# 톨레도 왕국
톨레도 왕국(스페인어: Reino de Toledo)은 이베리아반도 중부에 있던 왕국으로, 카스티야 연합왕국 내의 영지였다. 1085년 알폰소 6세가 점령한 이후 세워져 1833년까지 존속했으며, 오늘날 스페인의 영토가 되었다.

## 역사
1018년 코르도바 칼리파국이 붕괴한 이래 톨레도 타이파는 무어인 왕조가 다스렸다. 알폰소 6세와 그리스교도 군대의 치열한 공방이 계속 지속되었고, 톨레도는 몇 번의 대패를 맛보게 된다. 무슬림 영주들 간의 다툼으로 혼란스러운 와중에 타이파 연합을 격파한 알폰소 6세는 1085년 5월 톨레도에 입성하는 데 성공했다. 이후 세워진 톨레도 왕국은 카스티야 왕국에 종속되면서도 자치권을 유지했다. 그러나 점차 동질화를 거쳐, 18세기부터 이곳은 북쪽의 카스티야 라 비에하(구 카스티야)와 대비되어 누에바 카스티야(신 카스티야)로 불리게 되었다. 1833년 스페인의 영토 분할로 톨레도 왕국은 공식 해체되어 여러 주로 나뉘었다.

## 같이 보기
- 알폰소 6세
- 무와히드 칼리파조